# 查纳坎·拉塔瑙敦
查纳坎·拉塔瑙敦（羅馬化：Chanakan Rattana-udom，1991年12月15日—），昵称为Atom ，熟称Atom Chanakan（羅馬化：Atom Chanakan），拥有泰国及伊朗血统的著名泰国男歌手。

## 音乐作品

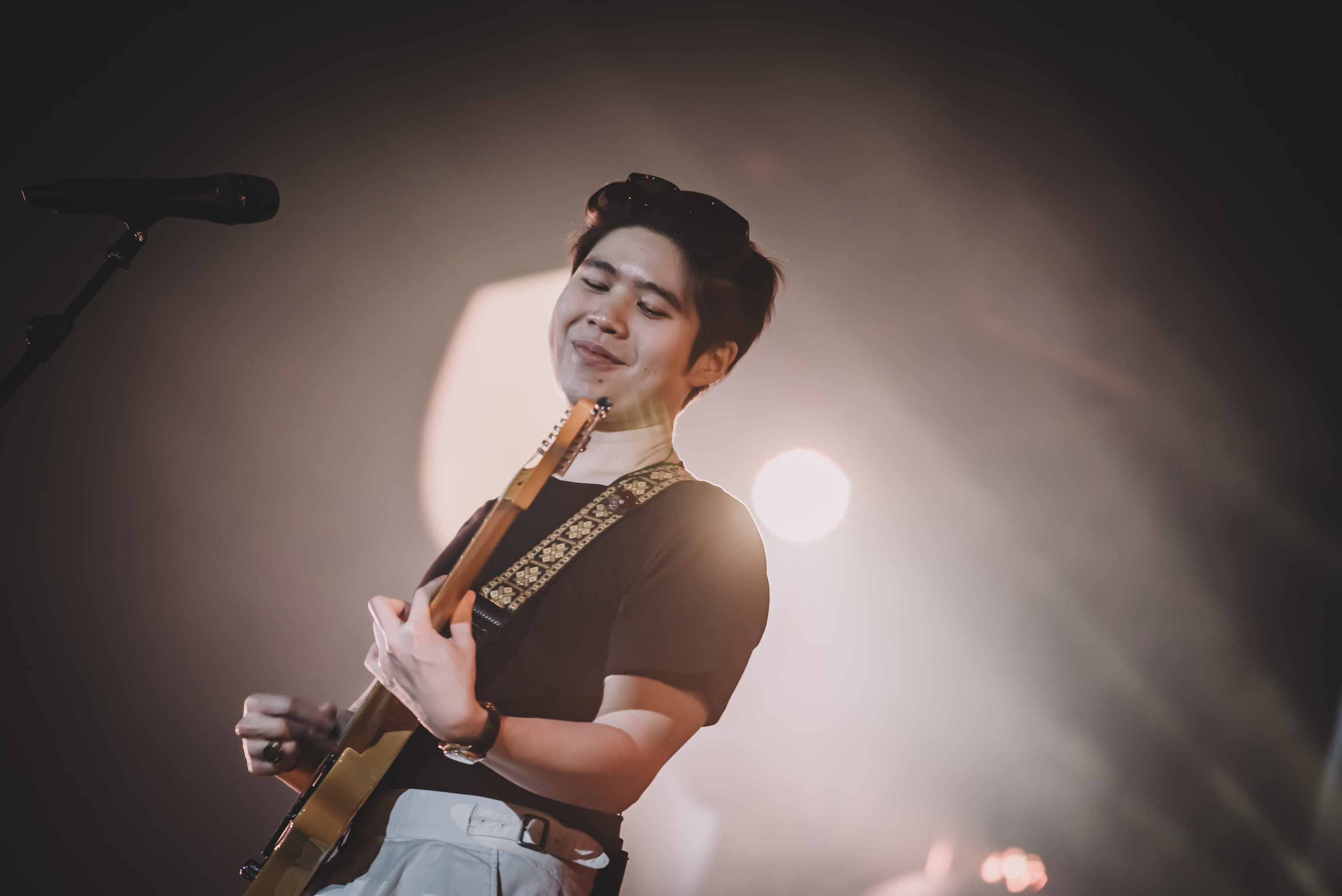
正在弹吉他的查纳坎·拉塔瑙敦，照片摄于2019年。

## 影视作品

### 电视剧
- 2017年：客串演出《曼谷愛情故事之拜託（英语：Bangkok Love Stories）》（第一季）